# Тајно гласање
Тајно гласање је начин гласања на изборима или референдуму у коме је одабир једне од опција анониман, ради спречавања покушаја да се утиче на бирача путем застрашивања и потенцијалног подмићивања. Овај систем је један од средстава за постизање политике приватности. Тајност гласања је загарантована Кривичним закоником и свако кршење овог закона је строго кажњиво.